# Antagonistas cálcicos en eventos cardiovasculares
Las enfermedades crónicas no transmisibles tienen una importante influencia en la morbilidad y mortalidad de la población. Reducir la probabilidad de eventos cardiovasculares es uno de los retos de la medicina en la actualidad.
La mayoría de las drogas con efectividad en la cardioprotección son los anticálcicos, beta bloqueadores e inhibidores de la enzima de conversión de angiotensina (IECA). Además, afirman que en monoterapia, los bloqueadores de los canales de calcio se muestran más eficaces en disminuir eventos cardiovasculares y ralentizar la progresión de aterosclerosis que los IECA.
Los antagonistas cálcicos integran un conjunto de fármacos, cuyo mecanismo de acción principal es el bloqueo de los canales de calcio que dependen de voltaje, reduciendo la rapidez de la entrada del ion a través de la membrana plasmática que en reposo es impermeable al calcio.

## Anticálcios
Los AC son un grupo de drogas de química diferente que disminuyen la velocidad de entrada del ion Ca++ a través de estructuras proteicas complejas de la membrana plasmática, llamadas canales de calcio.
Existen 5 clases de canales de calcio dentro de los cuales siendo las más importantes las siguientes:
- El canal tipo L: encargado de la regulación de entrada del calcio al interior celular del músculo cardiaco y liso vascular.
- Los canales tipo T: son escasos en el miocardio y se encargan de ajusta la entrada de ion calcio en las células del músculo arteriolar, nódulo sinusal.[1]

## Mecanismo de Acción
Los bloqueantes cálcicos disminuyen la entrada de calcio en el músculo liso arterial, bloqueando los canales lentos de calcio dependientes de voltaje, la menos concentración intracelular de calcio lleva a una disminución del estado contráctil con la consiguiente vasodilatación arterial.
Los canales L regulan la entrada cálcica al músculo cardíaco y liso vascular mientras que los canales T, que casi no se encuentran en miocardio contráctil, regulan la entrada de ion Ca++ también en músculo arteriolar, nódulo sinusal.

## Farmacocinética y farmacodinámicos
Los bloqueadores de canales de calcio son: el nifedipina, verapamil y diltiazem, puesto que poseen características farmacocinéticas importantes:
- Buena absorción oral, primer pasaje hepático importante, biodisponibilidad plasmática del 30-40%, gran unión a proteínas plasmáticas.
- Vida media entre 3 y 6 horas, metabolismo hepático.[6]

Los bloqueadores de canales de calcio son vasodilatadores arteriolares, sin efectos sobre la circulación venosa, por lo que reducen la resistencia periférica, provocando el efecto antihipertensivo, además, se usan como fármacos antianginosos, por la acción antiespasmódica y vasodilatadora coronaria que presenta.
Es importante mencionar que los Anticlcios actúan principalmente en lechos con mayor vasoconstricción, o sea cuando la resistencia periférica está muy elevada .

## Usos de Anticálcicos
Los medicamentos reguladores de los canales de calcio tienen en la actualidad usos específicos en entidades cardiológicas y en otras áreas de la medicina interna como neurología, gastroenterología, entre otras. La comunidad científica internacional ha acumulado evidencia sobre efectividad y seguridad desde su introducción en el mercado, por las diferencias entre sus formas de acción corta y prolongada y en general sobre la utilización de los anticálcicos en infarto agudo de miocardio (IAM), angina inestable (AI) y en la hipertensión.

## Prevención de enfermedades cardiovasculares
La prevención primaria y secundaria de enfermedades cardiovasculares se basa en el manejo integral de todos los factores de riesgo reconocidos. Dicha prevención, se basa en el manejo de factores de riesgo cardiovascular utilizando medios farmacológicos o cambiando hábitos de vida. Así pues, el controlar los niveles de colesterol genera una menor incidencia de eventos y mortalidad cardiovascular; la reducción de la presión arterial también disminuye la incidencia de infarto agudo de miocardio y accidentes cerebrovasculares y el ejercicio regular conlleva una mayor supervivencia, así como abandonar el hábito tabáquico.
La prevención de ECV mediante el uso de fármacos como las estatinas, han demostrado tener efectos positivos en la mortalidad. Así mismo, el uso de antihipertensivos, produce efectos favorables, sin embargo, los betabloqueadores y los diuréticos, presentan efectos metabólico adversos sobre los lípidos séricos y la sensibilidad a la insulina; según estudios realizados con dichos fármacos se ha observado que los pacientes tuvieron una mayor mortalidad que pacientes tratados con inhibidores de la enzima convertidora de la angiotensina o antagonistas de calcio. Por lo tanto, es uso de fármacos inhibidores de la enzima convertidora de la angiotensina o antagonistas de calcio proporciona más beneficios para controlar y prevenir eventos cardiovasculares.
En los últimos años, la prevención ce ECV se ha centrado en dos áreas en particular: 1) prevención de alto riesgo y 2) prevención basada en la población.